# Герб Сабинского района
Герб Саби́нского муниципального района Республики Татарстан Российской Федерации.
Герб утверждён Решением № 28 Сабинского районного Совета народных депутатов 14 ноября 2005 года.
Герб внесён в Государственный геральдический регистр Российской Федерации под регистрационном номером 2041 и в Государственный геральдический реестр Республики Татарстан под № 32.

## Описание герба
«В золотом поле на зелёной оконечности — таковая же ель; от ели в оконечности отходят две струи в виде вписанного дважды просечённого серебряно-лазурево-серебряного стропила, кверху сужающегося и сходящего на нет».

## Символика герба
Сабинский район образован в 1930 году, однако, на его территории более шести столетий назад уже существовали поселения. Центр района — село Богатые Сабы — одно из самых древних, первые упоминания о нём относятся к XIV веку. Самые ранние поселения размещались, как правило, по берегу рек и окружали их непроходимые, дремучие леса. И сейчас значительную территорию района занимают хвойные леса.
Сабинский лесхоз — самое крупное предприятие района, которое объединяет в себе 6 лесничеств. Важная роль лесного хозяйства в жизни местного населения отражена в гербе елью — традиционным символом долголетия, стойкости, источника силы.
Зелёный цвет — символ природы, здоровья жизненного роста и золото — символ урожая и богатства указывают на основное направление экономики района — сельскохозяйственное производство.
Геральдическая фигура — волнистое расширяющееся стропило аллегорически символизирует родники, которые составляют основную часть водных ресурсов района.
Сливаясь, ручьи образуют маленькие речки: Мешу, Сабинку и Кала-Тау. Последние, в свою очередь, питают своими водами крупные реки: Волгу и Вятку.
Серебро — символ чистоты, совершенства, мира и взаимопонимания.
Лазурь (синий, голубой) — символ чести, благородства, возвышенных устремлений.
Таким образом, герб языком символов и аллегорий отражает природные и исторические особенности района.

## История герба
Разработка герба произведена Геральдическим советом при Президенте Республики Татарстан совместно с Союзом геральдистов России в составе:
Рамиль Хайрутдинов (Казань), Радик Салихов (Казань), Константин Мочёнов (Химки), Кирилл Переходенко (Конаково), Оксана Афанасьева (Москва), при участии Чулпан Юсуповой (Набережные Челны).